# ماثيو بانستر
ماثيو بانستر (بالإنجليزية: Matthew Bannister)‏ هو مقدم برامج إذاعية بريطاني، ولد في 16 مارس 1957.